# Alpinia corneri
Alpinia corneri är en enhjärtbladig växtart som först beskrevs av Richard Eric Holttum, och fick sitt nu gällande namn av Rosemary Margaret Smith. Alpinia corneri ingår i släktet Alpinia och familjen Zingiberaceae. Inga underarter finns listade i Catalogue of Life.